# اوتمار شنایدر
اوتمار شنایدر (انگلیسی: Othmar Schneider; ۲۷ اوت ۱۹۲۸ – ۲۵ دسامبر ۲۰۱۲) اسکی‌باز آلپاین اهل اتریش بود.